# Соревнования по высшему пилотажу
Соревнования по высшему пилотажу — наиболее зрелищный и популярный вид самолётного спорта, связанный с выполнением комплексов фигур высшего пилотажа пилотами-спортсменами, качество исполнения которых оценивается судьями по специальной системе оценок.
Соревнования по высшему пилотажу проводятся на поршневых одно-двигательных самолётах (в отличие от показательных выступлений, которые часто проводятся на реактивных скоростных и маневренных самолётах, в том числе в группе), а также на планёрах. В СССР также практиковалось проведение соревнований на реактивной технике (на самолётах Л-29).
В настоящее время нет разделения на мужские и женские соревнования, все спортсмены соревнуются по одинаковой программе, но, обычно, зачет проводится отдельный — мужской и женский.
В программу соревнований как правило включено выполнение двух и более пилотажных комплексов (упражнений). Каждое упражнение оценивается отдельно и в каждом определяется победитель и распределяются места. Победитель по сумме всех упражнений становится Абсолютным чемпионом соревнований. В некоторых соревнованиях первое упражнение (известный комплекс) является квалификационным и может не участвовать в подсчёте итоговых результатов для финала.

## История

### В мире
Первый Чемпионат мира по высшему пилотажу прошел в 1960 году в Братиславе (ЧССР) и с тех пор проводился каждые два года. С 1995 года Чемпионат мира также начал проводиться в классе Advanced и теперь соревнования проводятся каждый год, но в разных классах (в один год проводится Чемпионат мира в классе Advanced и Чемпионат Европы в классе Unlimited, так было в 2010 году, в другой год проводится Чемпионат мира в классе Unlimited и Чемпионат Европы в классе Advanced, так было в 2009 году).
Помимо чемпионатов мира, Европы и национальных чемпионатов (России) проводятся различные кубки и промежуточные соревнования различных уровней. Упражнения по высшему пилотажу также включены в программу Всемирных Воздушных игр.

### В СССР
История соревнований по самолётному спорту берёт своё начало в СССР в 1949 году. Осенью 1949 года состоялись первые всесоюзные соревнования лётчиков-спортсменов на аэродроме Тушино. Первые соревнования включали в себя в том числе и программу фигур высшего пилотажа.
Начиная с этого времени и до 1953 года соревнования проводятся почти каждый год, а с 1957 года всесоюзные соревнования именуются Чемпионатом СССР (начиная с 6-х всесоюзных соревнований) и с этого года начинается рост числа участников и усложнение программы соревнований. С 10-го Чемпионата СССР программа максимально приближается к международным условиям.
VIII чемпионат мира по высшему пилотажу прошел в июле — августе 1976 года на киевском аэродроме Чайка, это был первый и единственный проведённый в СССР чемпионат мира по высшему пилотажу. В составе советской команды в соревнованиях участвовало десять спортсменов, среди них была Светлана Савицкая, впоследствии космонавт.

## Уровни сложности (классы, лиги)

### В мире
В системе международных соревнований принято следующее деление на уровни сложности:
- Primary
- Sportsman
- Intermediate
- Advanced
- Unlimited

Чемпионаты мира и Европы проводятся в классе Unlimited, а с 1995 года и в классе Advanced.

### В России
До 2009 года в России применялось понятие «Лиги» для определения уровня сложности соревнований:
- 3-я лига
- 2-я лига
- Лига ЯК-52 (добавилась в 2006 году, класс ЯК-52)
- Первая лига (класс с ограничениями — Advanced)
- Высшая лига (неограниченный класс — Unlimited)

Российские классы примерно совпадают со своими международными аналогами: 3-я лига — Primary, 2-я лига — Sportsman, Первая лига соответствует классу Advanced, а высшая — Unlimited. Международный класс Intermediate предполагает выполнение одного «неизвестного комплекса», который в российской классификации предполагается только в Первой лиге, таким образом прямого соответствия классу Intermediate в российской системе нет.
Также российским исключением является наличие соревнований в классе Як-52. Появление этой лиги в классификаторе связано с широким распространением данного типа самолёта на территории бывшего СССР и стран Восточной Европы. Большинство спортсменов обучались и продолжают обучаться на этом типе самолёта и в то же время затруднен доступ спортсменов к более современным самолётам, позволяющим выступать в более высоких лигах — Як-54, СП-55, Су-26, Су-29, Су-31 по причине их дороговизны (как в приобретении, так и в эксплуатации) и их ограниченного числа. С другой стороны, для совершенствования спортивного мастерства третьей и второй лиги было бы недостаточно, поэтому появилась «лига Як-52», которая по уровню сложности и программе выступлений совпадает с Первой лигой, но в отличие от неё исполняется на самолётах Як-52.
С 2009 года в правилах соревнований лиги заменены на «классы».
Сложность лиги определяется количеством и сложностью пилотажных комплексов, включенных в программу соревнований. Например, в самом простом уровне (третья лига) спортсмен должен выполнить два пилотажных комплекса, которые заранее известны и опубликованы в правилах соревнований. Комплексы составляются из ограниченного набора пилотажных фигур, а также имеют ограничения по количеству фигур в комплексе и общей суммарной «стоимости» комплекса.
В Высшей лиге спортсмены помимо заранее известного обязательного комплекса (которая всего лишь является квалификацией) исполняют также два неизвестных комплекса, а лучшие 10 спортсменов по итогам трех туров допускаются к четвёртому упражнению — фристайлу.

## Пилотажные комплексы
Программа соревнований состоит из определённого набора пилотажных комплексов. На соревнованиях используются следующие типы пилотажных комплексов:
- Известный — комплекс заранее известен и опубликован в правилах (положении) соревнований. В третьей лиге программа соревнований состоит только из двух известных комплексов. В более высоких классах известный комплекс используется как квалификационный.
- Произвольный — комплекс, который заранее составляется спортсменом (тренером) и является его «визитной карточкой». Чаще всего в произвольный комплекс спортсмен включает те фигуры, которые получаются у него лучше всего и «стоимость» которых оптимальна для получения наивысших судейских оценок. Программа Второй лиги включает в себя один известный комплекс (одинаковый для всех) и один произвольный (индивидуальный для каждого спортсмена). За день до начала соревнований спортсмены подают в судейскую коллегию свои произвольные комплексы для проверки правильности составления и утверждения.
- Неизвестный — комплекс, который составляется прямо на соревнованиях, чаще всего не позднее 12 часов до самого выступления, чтобы у спортсменов не было возможности отлетать данный комплекс в воздухе. Времени хватает только на отработку комплекса «пеший по лётному» на земле. Неизвестный комплекс составляется из набора фигур, поданных участниками соревнований на основании жеребьёвки. Все классы, начиная с Первого, содержат в программе соревнований один или более Неизвестных комплексов.
- Фристайл — наиболее сложный и самый зрелищный вид выступлений сильнейших спортсменов, полёт во всех трёх плоскостях под музыку, обычно длится 3-4 минуты. Единственный вид выступлений, который оценивается в целом, а не по исполнению отдельных фигур. Также в систему оценки включена оценка хореографии. Впервые фристайл был включен в программу Кубка мира Breitling в 1991 году.

## Каталог Арести
Все фигуры пилотажа для включения в упражнения берутся из каталога Арести — справочник всех пилотажных фигур, утвержденных FAI для использования на соревнованиях. Все фигуры в каталоге представлены в графическом виде, пронумерованы и оценены в количестве баллов (коэффициент сложности). Сложные фигуры составляются из более простых и общая оценка сложности фигуры является суммой всех включенных в неё коэффициентов более простых фигур (линий, углов, вращений, петель и так далее).
На основании каталога Арести и коэффициентов сложности всех фигур составляются пилотажные комплексы, общая оценка которых является суммой коэффициентов всех включённых в комплекс фигур. Общая оценка комплекса даёт представление о его сложности, сложность комплексов для третьей лиги обычно не превышают 100 баллов, сложность комплексов для Первой и Высшей лиги может доходить до 300—400 баллов.

## Пилотажный куб
Выполнение всех пилотажных комплексов производится в так называемом пилотажном кубе. На земле отмечаются оси и углы пилотажного квадрата размером 1000х1000 метров. По высоте пилотирование в кубе ограничено до 1000 м. (нижний край пилотирования зависит от класса, например, в третьей лиге нижний край пилотирования 600 метров, соответственно верхний — 1600).
Выход за пределы квадрата наказывается штрафными баллами. Нарушение нижнего края пилотирования до 100 метров штрафуется, свыше — дисквалификация.
Пилотирование внутри куба производится вдоль той оси, к которой ближе всего направление ветра. В идеальном случае когда ветер дует прямо вдоль одной из осей куба и отсутствует боковая составляющая. Пилотаж всегда осуществляется против ветра. При наличии боковой составляющей (когда ветер сбоку) спортсмен должен делать поправки на ветер после каждой фигуры (или учитывать наличие бокового ветра при выполнении самой фигуры).

## Судейство и система оценок
Судьи располагаются у того торца куба, который параллелен плоскости исполнения пилотажного комплекса, чтобы судьи видели самолёт сбоку. Судьи обычно располагаются в 150—250 метрах от края пилотажного квадрата, чтобы лучше всего видеть эволюции самолёта не прямо над собой, а сбоку. С какой именно из двух подходящих сторон квадрата сидеть судьям на практике определяется солнцем, чтобы судьи не смотрели против солнца.

## Допуск спортсменов к соревнованиям
Все спортсмены, претендующие на участие в соревнованиях, должны соответствовать определённым требованиям правил и положений о соревнованиях. Для каждой лиги есть требования по спортивному разряду участников (например, для участия в высшей лиге спортсмен должен выполнить норматив и получить спортивный разряд, не ниже первого), а также по максимальному перерыву в полётах (как правило, не более 10-15 дней до начала соревнований) и минимальному налёту за последние 6 месяцев (не менее 15 часов).

## Чемпионы

### Абсолютные Чемпионы мира
Российские (советские) спортсмены, становившиеся Абсолютными Чемпионами мира (unlimited):
- Владимир Мартемьянов (1966)
- Галина Корчуганова (1966) — чемпионка в женском зачете
- Игорь Егоров (1970)
- Светлана Савицкая (1970) — чемпионка в женском зачете
- Виктор Лецко (1976)
- Лидия Леонова (1976) — чемпионка в женском зачете
- Валентина Яикова (1978) — чемпионка в женском зачете
- Виктор Смолин (1982)
- Халидэ Макагонова (1984) — чемпионка в женском зачете
- Любовь Немкова (1986) — чемпионка в женском зачете
- Наталья Сергеева (1990) — чемпионка в женском зачете
- Виктор Чмаль (1996)
- Светлана Капанина (1996, 1998, 2001, 2003, 2005, 2007, 2011) — чемпионка в женском зачете
- Михаил Мамистов (2001, 2011)
- Сергей Рахманин[англ.] (2003, 2005)
- Елена Климович (2009) — чемпионка в женском зачете